# Quand le danger rôde
Quand le danger rôde (titre original : Dead Until Dark) est le premier tome de la série La Communauté du Sud de Charlaine Harris, publié en 2001.

## Place du roman dans la sérieLa Communauté du Sud
Quand le danger rôde, tout comme les autres romans de la série La Communauté du Sud, est narré par Sookie Stackhouse, une jeune serveuse télépathe vivant dans la ville fictionnelle de Bon Temps en Louisiane, non loin de la ville non fictionnelle de Shreveport. Elle vit approximativement à l'époque contemporaine de publication du roman (2001). Cependant, dans l'univers romanesque, les vampires (et autres créatures surnaturelles) sont une réalité.
Dans un passé récent, l'invention du sang synthétique a rendu inutile l'alimentation des vampires par le prélèvement de sang sur les humains, permettant à la communauté des vampires, restée secrète jusque-là, de révéler son existence à l'humanité. Cette « Grande Révélation » a été un événement télévisuel international au cours duquel les vampires ont exprimé leurs désirs d'une coexistence avec les humains. L'un des points importants est le fait que le sang de vampire est une drogue illégale et addictive qui, entre autres effets, accélère la guérison.

## Résumé
Sookie Stackhouse vit avec sa grand-mère, Adèle, depuis la mort de ses parents alors qu'elle était enfant, et a un frère aîné, Jason. Au début du récit, Sookie tombe amoureuse d'un vampire, un vétéran de la Guerre de Sécession nommé Bill Compton. Après sa première rencontre avec le vampire, Sookie le sauve de deux « draineurs », des individus qui volent du sang de vampire. Bill lui retournera la faveur quelques jours plus tard lorsque les deux « draineurs » attaquent la jeune femme.
Plusieurs meurtres ont lieu à Bon Temps, et Bill devient le suspect numéro un après que plusieurs marques de crocs ont été retrouvées sur les corps. Mais Jason, le frère de Sookie, ami proche de deux des victimes, se voit appréhendé par la police de Bon Temps. Voulant aider son frère, Sookie demande à Bill de la conduire au Fangtasia, un bar à vampire sis dans la ville de Shevreport et tenu par Eric Northman, un vampire shérif beaucoup plus vieux et fort que Bill, afin de récolter des indices sur des victimes.
Eric réalise que la télépathie de Sookie peut être utile et ordonne à Bill d'inciter Sookie à utiliser son don pour déterminer l’identité de la personne qui détourne les fonds du Fangtasia. Lorsque Sookie a identifié Long Shadow, le partenaire d'Eric et vampire de son état, une confrontation s'ensuit au cours de laquelle elle manque d'être tuée. Eric sauve la vie de Sookie en poignardant Long Shadow lors de l'attaque. Pendant ce temps à Bon Temps, Adèle est assassinée dans la cuisine familiale.
Bill, inquiet du pouvoir qu'exerce Eric sur Sookie et sur lui, décide de progresser dans sa position au sein de la hiérarchie des vampires. Il demande à Bubba, un vampire « raté », qui fut autrefois le King de Memphis, de protéger Sookie pendant son absence. Sookie découvre par la suite que son patron, Sam, est un métamorphe alors qu'elle avait laissé un chien égaré dormir chez elle et avait retrouvé au matin Sam complètement nu.
Alors que Bill est absent, Sookie découvre que le meurtrier est l'ami de son frère, René Lenier. Il tente de la tuer, mais elle se défend. Gravement blessée, Sookie se réveille dans un hôpital et apprend que la police est de son côté, lui révélant aussi que René a avoué ses crimes. Bill réapparaît plus tard cette nuit-là et annonce à Sookie qu'il est devenu l'un des investigateurs de la région, travaillant sous les ordres d'Eric.

## Édition
- Dead Until Dark (2001) Publié en français sous le titre Quand le danger rôde, Paris, J'ai lu. Amour et Mystère no 7684, 2005  (ISBN 978-2290343838)

## Prix et distinctions
- Prix Anthony 2002 du meilleur livre de poche original[1]

## Sources
- Dead Until Dark by Charlaine Harris Summary & Study Guide, BookRags (Kindle edition), 2011
- Charlaine Harris, The Sookie Stackhouse Companion: A Complete Guide to the Sookie Stackhouse Series, Gollancz, 2012, 576 p.  (ISBN 978-0575097155)